# Synagoge (Trier)

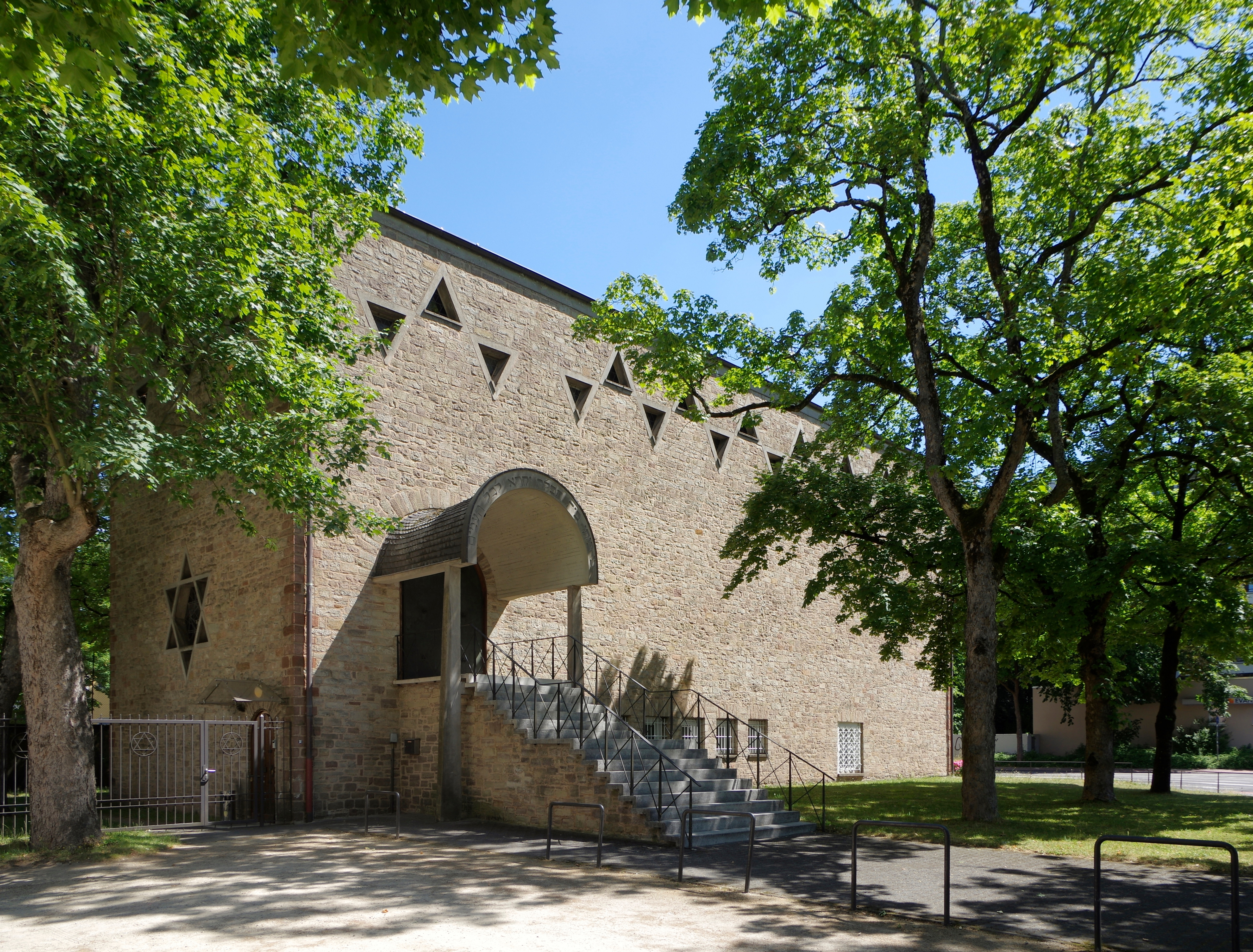
Ansicht von Südwest

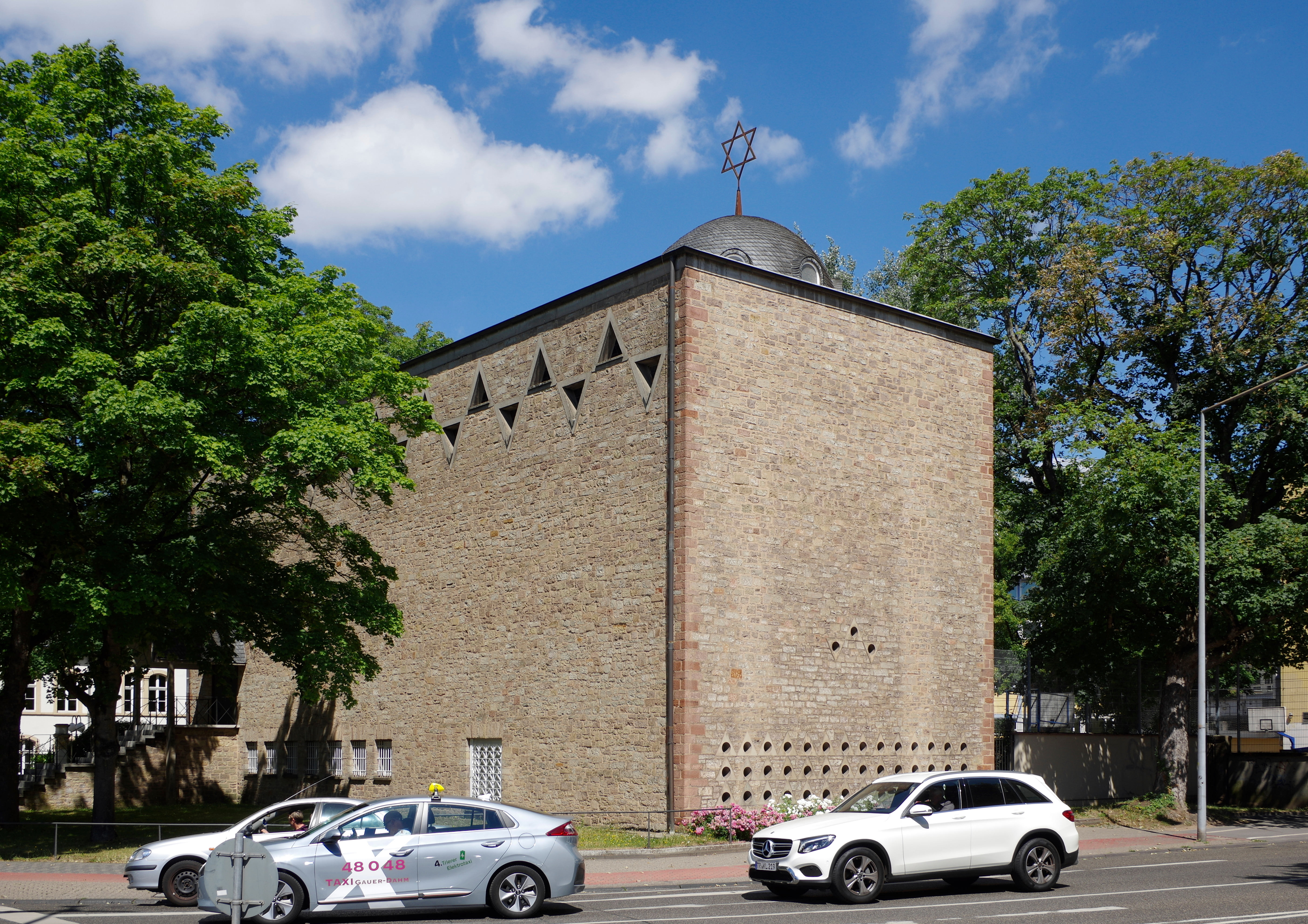
Ansicht von Südost

Die Synagoge Trier ist das Bethaus der dortigen jüdischen Gemeinde.

## Geschichte
Die letzte Synagoge in Trier vor dem Zweiten Weltkrieg war 1859 an der Zuckerbergstraße gebaut worden. In der Reichspogromnacht am 9. November 1938 wurde sie geplündert und geschändet. Einige Mitglieder der jüdischen Gemeinde konnten fliehen, die übrigen wurden im Laufe der nächsten Jahre in Konzentrationslager verbracht und rund 300 von ihnen ermordet. Nur 20 kehrten nach Kriegsende nach Trier zurück und 14 begründeten eine neue jüdische Gemeinde. 1957 wurde an der Kaiserstraße die neue Synagoge eingeweiht, gleichzeitig wurden die Reste der Synagoge an der Zuckerbergstraße abgerissen.

## Architektur
Die neue Synagoge wurde 1956/57 auf dem früheren Neumarkt-Platz an der Ecke zur Hindenburgstraße errichtet. Der längsrechteckige, flachgedeckte Neubau sollte sowohl die Vorgabe der hohen Traufhöhe, als auch die für den jüdischen Kult erforderlichen Funktionen erfüllen.
Über eine Freitreppe erreicht man das Hauptgeschoss mit der Eingangshalle im Westen. Von dort aus ist sowohl der Betsaal mit dem Thoraschrein als auch die höhergelegene Frauenempore zu erreichen. Im Erdgeschoss befindet sich außer Nebenräumen auch ein Gesellschaftssaal. Der Bau bildet einen geschlossenen kubischen Block, der durch wenige, jedoch deutlich empfundene Merkmale gegliedert wird. Dies sind zum einen die Kuppel mit dem Davidstern als Symbol des jüdischen Glaubens, die niedrige Fensterreihe aus zwei übereinander liegenden, versetzt angeordneten Reihen dreieckiger Fenster an den beiden Längsseiten. Die untere Reihe mit der Spitze nach unten, bei der oberen zeigt die Spitze nach oben. Außerdem Eingang mit Treppe und dem trichterförmig halbrund gebogenen Vordach. Charakteristisch ist die steinsichtige Außenhaut, die sich durch die Verwendung von traditionellen und modernen Baumaterialien auszeichnet, darunter manche wiederverwendeten Steine der alten abgebrochenen Synagoge.
Die Trierer Synagoge ist neben der in Koblenz der einzige Synagogenneubau der Nachkriegszeit in Rheinland-Pfalz. In ihrer Ausformung als schlichter Baublock gibt sich die Trierer Synagoge als Vertreter einer Architekturtendenz zu erkennen, die von dem Kölner Architekten Rudolf Schwarz mitentwickelt wurde.